# Sidewalk Labs
Sidewalk Labs是 Google 的城市规划和基础设施子公司(Alphabet Inc)。其目標是通過技術解決方案改善城市基礎設施，並解決諸如生活費用，有效運輸和能源使用等問題。
它由前紐約市負責經濟發展的副市長，彭博社前首席執行官丹尼爾·多特洛夫Daniel L. Doctoroff領導。其他成員包括Google紐約辦事處的聯合創始人Froogle的投資者克雷格·內維爾·曼寧 Craig Nevill-Manning。

## 項目

### 多伦多人行道
2016年4月，The Information報導，Sidewalk Labs打算在美国创建一个新城市，以在現實世界中實施之前測試設計想法.Sidewalk並未確認該報導，但表示已進行了有關可能的想法的思想實驗。建立一個“從互聯網開始”的社區。

2017年10月，Sidewalk Labs宣布了計劃在加拿大安大略省多倫多市開發佔地12英畝（4.9公頃）的Quayside社區的計劃，以應對多倫多濱水區的競賽。

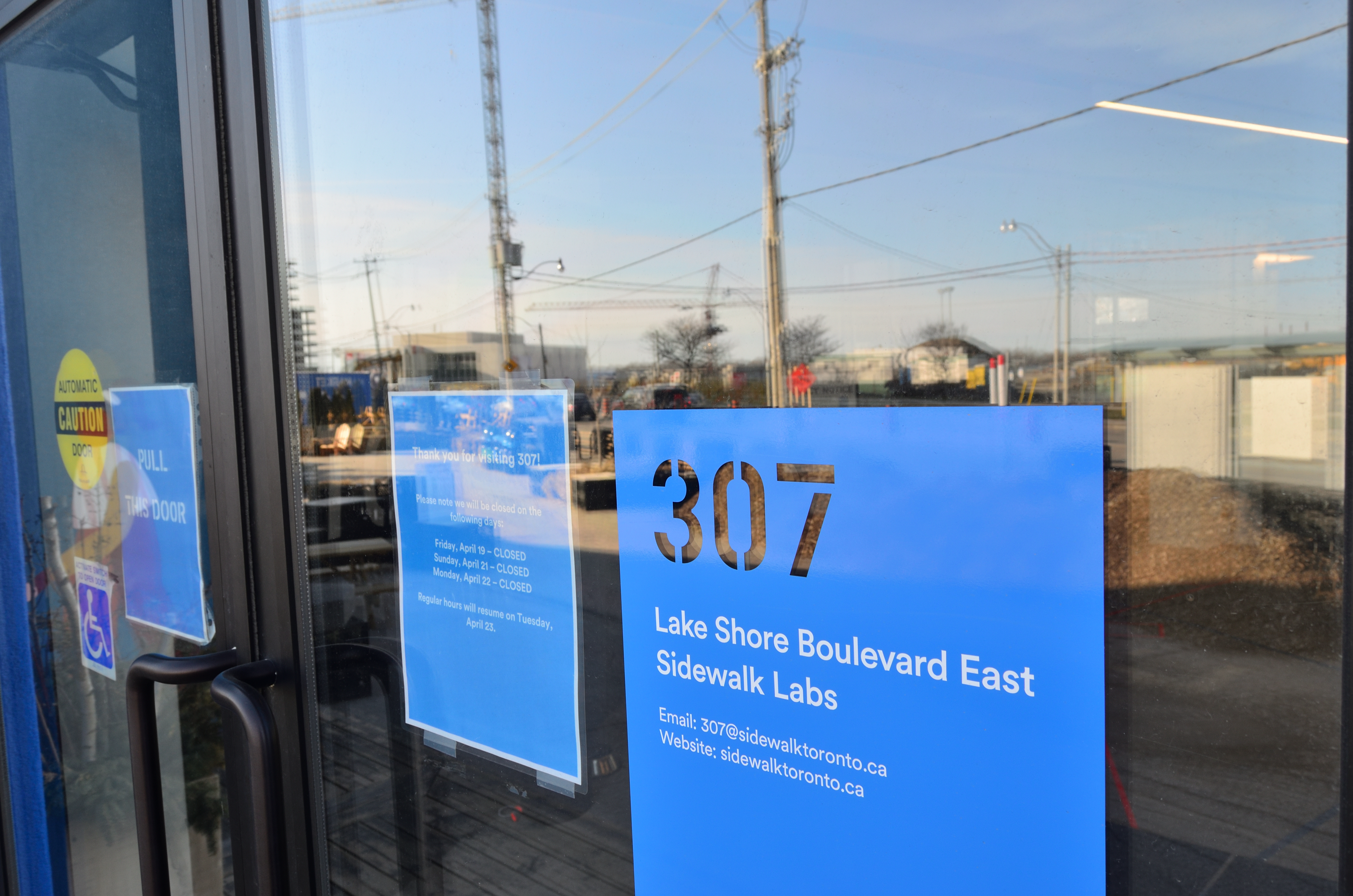
SidewalkLabs Toronto

2018 年，Sidewalk Labs在多伦多开设了新的办事处，并开始举办周末开放日，群众为多伦多人行道项目的开发贡献了他们的想法。
在2019年，Sidewalk Labs表示已就其開發計劃諮詢了數千名多倫多人。但是，多倫多濱水區Digital Strategy Advisory Panel （DSAP）的代表表示，Sidewalk Labs的項目包含過多的“為技術試驗的技術”("tech for tech's sake"。由於COVID-19冠狀病毒帶來的經濟不確定性，該項目於2020年5月被放棄。

### Traffic flow in the United States
在2016年3月，Sidewalk還與美國運輸部合作，評估從智能手機收集的道路數據，以分析擁堵和其他交通狀況，並開發交通協調平台，以提高道路，停車和運輸效率。

## 产品
- Mesa 于 2020 年 9 月推出，是一种帮助商业建筑更高效地利用能源的工具。[11]

- Delve 于 2020 年 10 月推出，是一款帮助开发商、建筑师和城市设计师发现社区项目最佳设计选择的工具。[12]

- Pebble 于 2021 年 5 月推出，是一款帮助管理城市停车的工具。[13]

## 投资和投资组合公司

### Intersection and Link
2015年6月，Sidewalk Labs帶領一群投資者收購了Control Group和Titan，成立了一家名為Intersection （页面存档备份，存于）的新公司。 Intersection是一家智慧城市技術和戶外廣告公司，以其LinkNYC （页面存档备份，存于）產品而聞名。

### Coord
在2018年，Sidewalk Labs引入了獨立的Coord （页面存档备份，存于）公司，該公司專注於提供RESTful API （页面存档备份，存于）來訪信息，例如路線，自行車共享詳細信息，通行費信息和路邊詳細信息。